# Камерино-Мендоса
Камерино-Мендо́са (исп. Camerino Z. Mendoza) — муниципалитет в Мексике, штат Веракрус, расположен в Горном регионе. Административный центр — город Сьюдад-Мендоса.

## История
Изначально муниципалитет носил название Некокстла (Necoxtla). В 1921 году он был переименован в Санта-Роса-Некокстла (Santa Rosa Necoxtla). В 1930 году муниципалитет получил имя местного героя мексиканской революции Камерино Мендосы.

## Состав
Муниципалитет состоит из 5 населённых пунктов:
| Русское название       | Испанское название     | Население |
| Всего в муниципалитете | Всего в муниципалитете | 39,002    |
| Сьюдад-Мендоса         | Ciudad Mendoza         | 34,313    |
| Некокстла              | Necoxtla               | 2,322     |
| Ла-Куэста              | La Cuesta              | 1,503     |
| Баррио-де-Тецмола      | Barrio de Tetzmola     | 577       |
| Окотла                 | Ocotla                 | 287       |